# Parachironomus supparillis
Parachironomus supparillis är en tvåvingeart som först beskrevs av Edwards 1931.  Parachironomus supparillis ingår i släktet Parachironomus och familjen fjädermyggor. Inga underarter finns listade i Catalogue of Life.